# 스위스 기독교민주인민당
스위스 기독교민주인민당(독일어: Christlichdemokratische Volkspartei der Schweiz, CVP, 크리스틸리히데모크라티셰 볼크스 파르타이 데어 슈바이츠[*], 프랑스어: Parti Démocrate-Chrétien, PDC, 이탈리아어: Partito Popolare Democratico, PPD, 로만슈어: Partida Cristiandemocratica, PCD)은 스위스의 기독교 민주주의 정당이다. 스위스의 하원인 국민의회에서는 25석, 상원인 전주의회에서는 13석을 보유하고 있다.
1912년 가톨릭 보수당이라는 이름으로 설립되었다. 당의 노선은 중도주의, 기독교 민주주의, 사회보수주의적 사회적 시장경제의 스펙트럼을 가지고 있으며 중앙당사는 발레주에 위치한다.